# Rutherford Alcock
Rutherford Alcock KCB (Londres, 1809 — Londres, 2 de novembro de 1897) foi um médico e diplomata britânico, o primeiro representante a morar no Japão.

## Juventude
Alcock era filho do médico, Thomas Alcock, que trabalhou em Ealing, perto de Londres. Alcock seguiu a profissão médica de seu pai. Em 1836, tornou-se cirurgião da brigada da marinha, que participou das Guerras Carlistas, ganhando distinção pelos seus serviços. Alcock foi nomeado vice-inspetor-geral dos hospitais. Deixou este serviço em 1837.

## Serviço na China
Em 1844, foi nomeado cônsul em Fuzhou, na China, onde, após uma curta estadia oficial em Xiamen, exerceu suas funções, tal como ele se expressou, "de tudo, desde um lorde chanceler até a de funcionário do xerife". Fuzhou era um dos portos marítimos abertos ao comércio pelo Tratado de Nanquim, e Alcock teve de desempenhar um papel inteiramente novo no que diz respeito às autoridades chinesas. Ao fazer isso, ganhou uma promoção para o consulado em Xangai. Trabalhou lá até 1846 e teve uma participação especial nas funções de fiscalizar o governo chinês e implementar a colonização britânica, que representava um importante papel na vida comercial britânica na China.

## Serviço no Japão (1858-64)

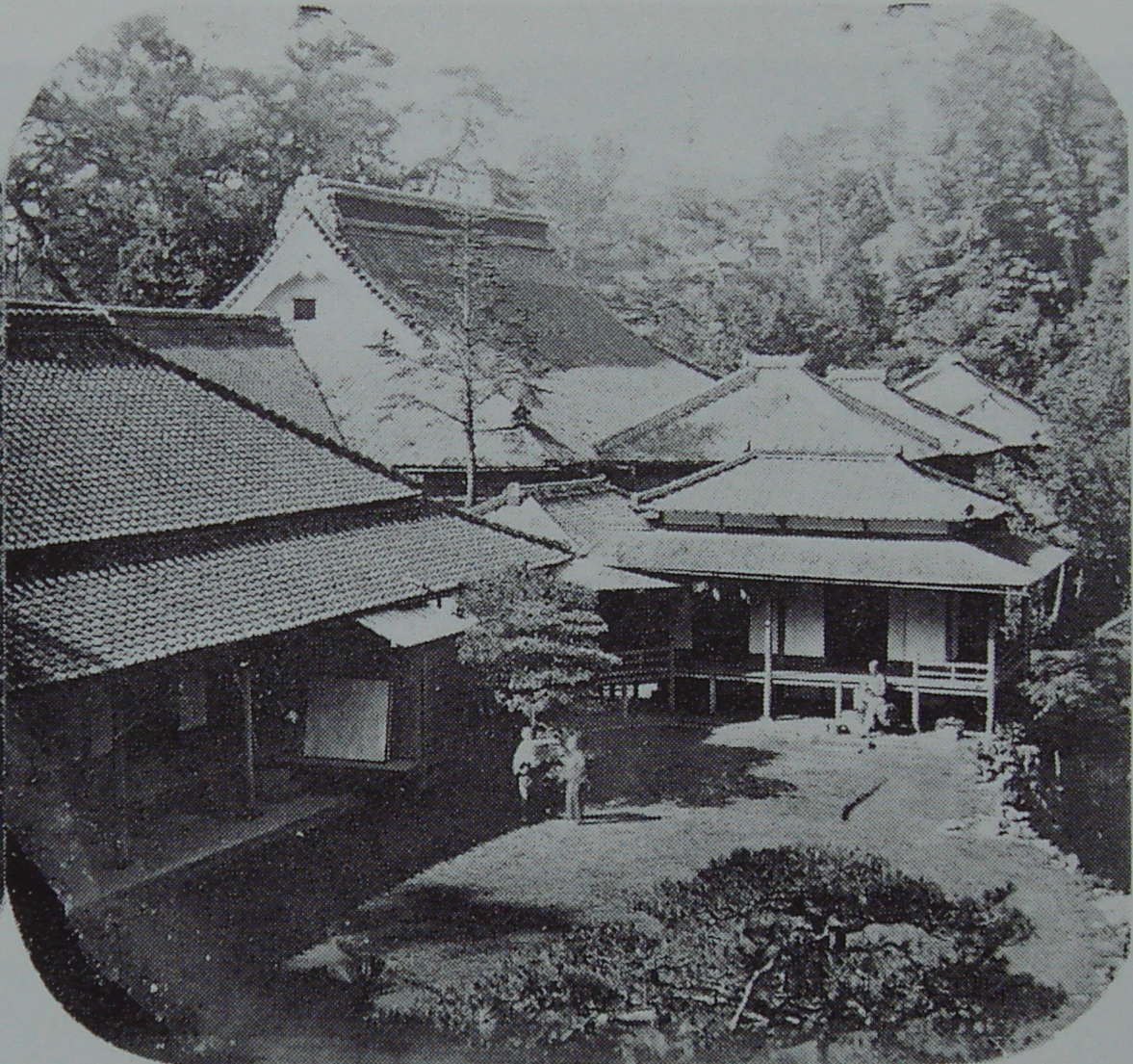
Tōzen-ji, local onde se instalou a primeira missão diplomática britânica em Tóquio.

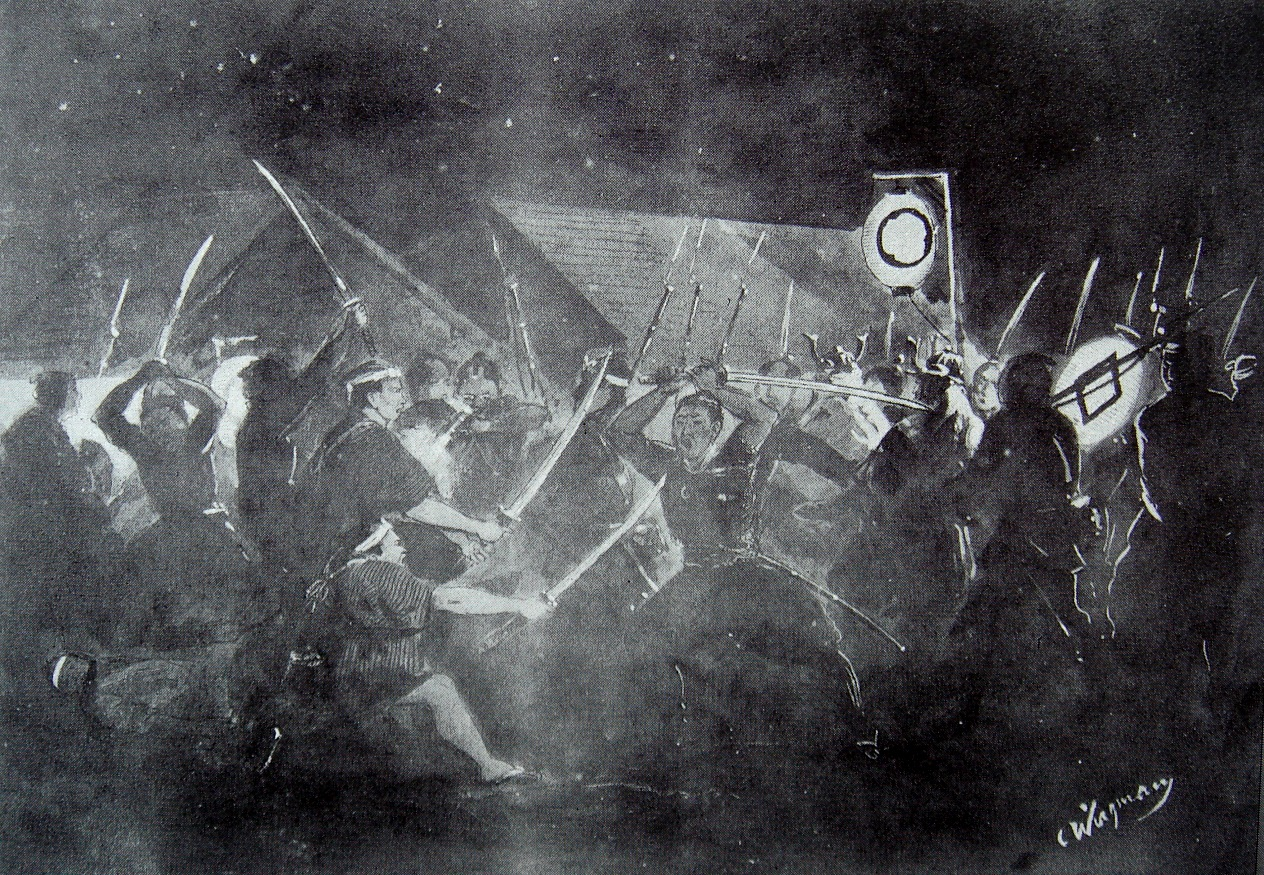
Ataque à missão diplomática britânica em Tōzen-ji, 5 de julho de 1861

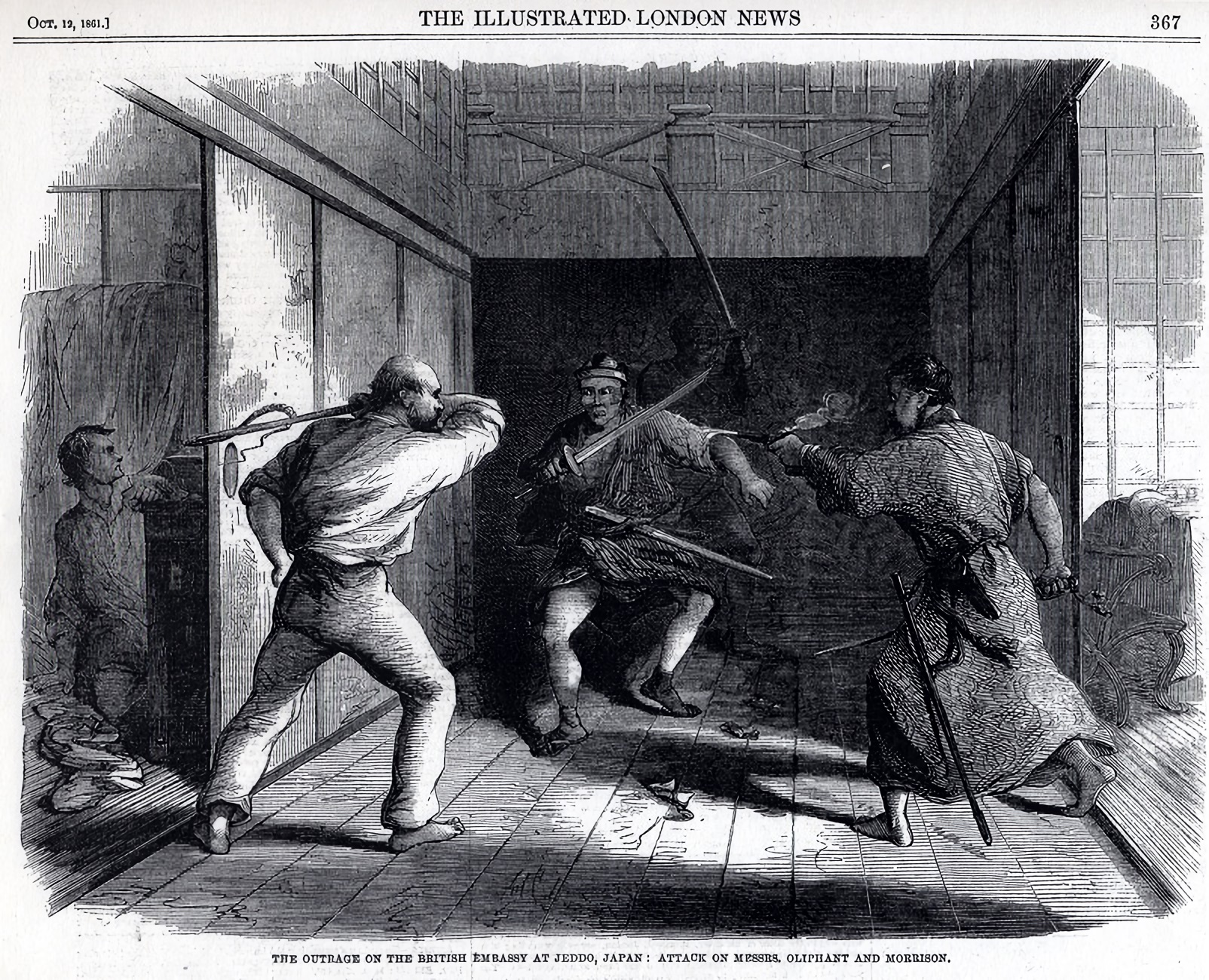
Ataque à missão diplomática britânica em Tōzen-ji, Edo, em 1861.

Em 1858, Alcock foi nomeado cônsul-geral no Japão.
Alcock abriu a primeira legação britânica no Japão, dentro das terras de Tōzen-ji, em Takanawa, Edo (atual Tóquio).
```

```

 "Eu [vi], paz, abundância, satisfação aparente, e um país muito bem cultivado e cuidado, com muita madeira ornamental por toda parte, que pode ser comparado até mesmo com a Inglaterra", Sir Rutherford Alcock, 1860.
Naqueles dias, os estrangeiros residentes no Japão enfrentavam algum perigo, com uma perceptível hostilidade japonesa para com os estrangeiros (sonnō jōi). Em 1860, o intérprete nativo de Alcock foi assassinado no portão da missão diplomática, e no ano seguinte, a missão foi invadida por um grupo de ronin, do feudo de Mito Han, cujo ataque foi repelido por Alcock e sua equipe.
Em 1860 Alcock se tornou o primeiro não-japonês a escalar o Monte Fuji.

## Serviço na China (1865-69)
Pouco tempo depois destes acontecimentos, retornou para a Inglaterra em licença de março de 1862, e foi substituído no Japão pelo coronel Neale. Alcock já havia recebido a medalha de companheiro da Ordem do Banho (CB) em 1860, e em 1862, recebeu a de cavaleiro comandante (KCB) da mesma ordem. Em 1863, recebeu o título honorífico de Doutorado em Direito pela Universidade de Oxford.
Em 1864, retornou ao Japão, e depois de um ano foi transferido para Pequim, onde representou o governo britânico até 1869, quando se aposentou.

## Últimos anos
Mas, embora não tendo mais uma vida de funcionário do governo, o seu lazer foi totalmente ocupado. Ocupou-se durante alguns anos com a presidência da Sociedade Geográfica Real, e serviu em várias comissões. Casou duas vezes, a primeira em maio de 1841 com Henrietta Mary Bacon (filha de Charles Bacon), que morreu em 1853, e a segunda, em 8 de julho de 1862, com a viúva do reverendo John Lowder. Sua segunda esposa morreu em 13 de março de 1899.
Alcock foi autor de várias obras, e foi um dos primeiros a despertar na Inglaterra, o interesse pela arte japonesa. Esforçou-se para aprender a língua e até escreveu um livro de texto. Seu livro mais conhecido é The Capital of the Tycoon, que foi lançado em 1863. Morreu em Londres, em 2 de novembro de 1897, e foi sepultado em Merstham, Surrey.

## Trabalhos selecionados
- Notes on the Medical History and Statistics of the British Legion of Spain; Comprising the Results of Gunshot Wounds, in Relation to Important Questions in Surgery (1838)
- Life's Problems: Essays; Moral, Social, and Psychological (1857)
- Elements of Japanese Grammar, for the Use of Beginners (1861)
- Catalogue of Works of Industry and Art, Sent from Japan by Rutherford Alcock (1862)
- The Capital of the Tycoon: a Narrative of a Three Years' Residence in Japan (1863)
- Correspondence with Sir Rutherford Alcock Respecting Missionaries at Hankow, and State of Affairs at Various Ports in China (1869)
- Despatch from Sir Rutherford Alcock Respecting a Supplementary Convention to the Treaty of Tien-Tsin, Signed by Him on October 23, 1869 by China (1870)
- Chinese Statesmen and State Papers (1871)
- Art and Art Industries in Japan (1878)
- Handbook of British North Borneo: Compiled from Reports Received from Governor Treacher and from other Officers in the British North Borneo Company's Service by Colonial and Indian Exhibition (1886)